# Linh dương đen Đông Phi
Linh dương đen Đông Phi (danh pháp hai phần: Hippotragus niger) là một loài động vật thuộc họ Trâu bò, chúng sinh sống ở sống ở rừng thảo nguyên phía nam của Kenya ở Đông Phi, và ở Nam Phi.

## Phân loài
Linh dương đen có 4 phân loài sau:
- H. n. niger được xem là loài phụ thuộc thấp vào bảo tồn
- H. n. variani: Linh dương đen lớn: Sống ở trung bộ Angola được phân loại là cực kỳ nguy cấp
- H. n. kirkii trung bộ Angola và Tây Zambia và được phân loại là loài dễ bị tổn thương
- H. n. roosevelti được tìm thấy trong Kenya và Tanzania và có thể Mozambique.